# COM Interop
COM Interop 是一種讓 .NET Framework 的程式能夠和 COM 的程式相互操作的一種橋接技術，是 .NET Framework 互通性的一環，COM Interop 可以讓 .NET Framework 的程式使用 COM 元件，也可以讓 COM 程式使用 .NET Framework 的元件，例如可以使用 .NET Framework 開發應用程式給 ASP 的應用程式使用，或是把舊有的 ActiveX 元件讓 .NET Framework 的程式呼叫。
COM Interop 的服務是由 System.Runtime.InteropServices 命名空間中的類別來提供，其中最重要的是 Marshal 類別，它提供了 managed code 和 unmanaged code 之間的資料格式與指標轉換，對於互通性來說具有相當大的幫助。
在 .NET Framework SDK 中提供了可由 COM 型別函式庫中產生 .NET 組件 的 tlbimp.exe，以及讓 .NET 組件產生型別函式庫的regasm.exe兩個工具程式。